# بوب سميث (لاعب هوكي الجليد)
بوب سميث هو لاعب هوكي الجليد كندي، ولد في 1 ديسمبر 1946 في سو ساينت ماري في كندا.

## وصلات خارجية
- بوب سميث على موقع HockeyDB.com (الإنجليزية)